# Biserica „Sfântul Gheorghe” din Ocnița
Biserica „Sf. Gheorghe” este o biserică amplasată în Ocnița, Republica Moldova. Este un monument arhitectural și de artă de importanță națională inclus în Registrul monumentelor Republicii Moldova ocrotite de stat cu nr. 1654 (raionul Ocnița). Datează de la înc. sec. XX, anii 1930.